# John Ljunggren
John Arthur Ljunggren, švedski atlet, * 9. september 1919, Forsheda, Švedska, † 13. januar 2000, Bor, Švedska.
Ljunggren je v svoji karieri nastopil na poletnih olimpijskih igrah v letih 1948 v Londonu, 1952 v Helsinkih, 1956 v Melbournu, 1960 v Rimu in 1964 v Tokiu. V hitri hoji na 50 km je osvojil naslov olimpijskega prvaka leta 1948, srebrno medaljo leta 1960 in bron leta 1956. Trikrat je nastopil tudi v hitri hoji na 20 km, najboljši rezultat je dosegel leta 1956 s četrtim mestom. Na 50 km je na evropskih prvenstvih osvojil naslov prvaka leta 1946 v Oslu in srebrno medaljo leta 1950 v Bruslju.